# Edmond Goblot
Edmond Goblot (* 13. November 1858 in Mamers; † 9. August 1935 in Labaroche) war ein französischer Philosoph und Soziologe.
Goblot studierte an der École normale supérieure (Paris), erhielt 1893 seine Agrégation in Philosophie und wurde 1898 in Wissenschaftsgeschichte promoviert. Danach war er Gymnasiallehrer (Professor) am Lyzeum in Bastia und danach Professor an der Universität (Faculté des lettres) in Caen und Lyon.
Als Wissenschaftsphilosoph trug er zur Theorie der Beweistheorie bei und Teleologie. 1928 nahm er mit anderen französischen und deutschen Intellektuellen am ersten Cours universitaire in Davos teil.
Bekannt ist er heute vor allem für Beiträge zur Soziologie. In seiner Studie über das französische Bürgertum (1925) postulierte Goblot, dass die Distinktion der Schlüssel zur bürgerlichen Mentalität sei. Diesen Ansatz griff Pierre Bourdieu auf und baute ihn aus.
Er war politisch radikal, Anhänger von Dreyfuß und aktiv in der aus Anlass der Affäre gegründeten Französische Liga für Menschenrechte (Ligue des droits de l’homme).

## Werke (Auswahl)
- Essai sur la classification des sciences (Dissertationsschrift) (1898).
- Le vocabulaire philosophique (1901)
- Justice et Liberté (1902)
- Traité de logique (1902)
- Le système des sciences (1902)
- La barrière et le niveau. Étude sociologique sur la bourgeoisie française moderne (1925).
- La logique des jugements de valeurs (1913).
- Klasse und Differenz, Konstanz: UVK, Univ.-Verl. Konstanz, 1994.